# Карол (Ајова)
Карол (енгл. Carroll) град је у америчкој савезној држави Ајова. По попису становништва из 2010. у њему је живело 10.103 становника.

## Демографија
Према попису становништва из 2010. у граду је живело 10.103 становника, што је -3 (-0.0%) становника више него 2000. године.
| Група             | 2000.         | 2010.         |
| Белци             | 9.939 (98,3%) | 9.618 (95,2%) |
| Афроамериканци    | 18 (0,2%)     | 55 (0,5%)     |
| Азијати           | 52 (0,5%)     | 68 (0,7%)     |
| Хиспаноамериканци | 58 (0,6%)     | 239 (2,4%)    |
| Укупно            | 10.106        | 10.103        |